# ジャパン・プラットフォーム
特定非営利活動法人ジャパン・プラットフォーム（JPF）は、2000年8月に設立されたNGOである（特定非営利活動法人格取得は2001年5月）。海外での自然災害・難民発生等の際の日本のNGOによる迅速で効果的な緊急人道支援活動を目的として、NGO、経済界、日本政府が共同して設立した。
この「プラットフォーム（土台）」では、政府の資金拠出による基金及び企業・市民からの寄付を募ることによって、緊急援助実施時、初動活動資金がNGOに迅速に提供されるため、NGOは直ちに現地に出動、援助活動を開始できるようになった。

## 沿革
外務省等を担当していた大蔵省（現財務省）の村尾信尚主計官が、日本経済新聞に掲載された大西健丞のジャパン・プラットフォーム構想に興味を持ち、日本経済新聞東京本社で面会したことがきっかけとなり、2000年8月に設立された。

## 活動

### 主な支援活動
- 東日本大震災被災者支援
- ミャンマー少数民族帰還民支援
- シリア紛争人道支援
- アフガニスタン・パキスタン人道支援
- 東南アジア水害被災者支援（2013）
- インド北部水害被災者支援
- 中国四川地震被災者支援（2013）
- アフリカの角支援
- 南スーダン人道支援

## NGOユニット加盟団体
ICA文化事業協会／アジア協会アジア友の会／ADRA Japan／AAR Japan／SNS国際防災支援センター／NGOひろしま／グッドネーバーズ・ジャパン／ケア・インターナショナルジャパン／国際アマチュア無線ボランティアズ／国境なき技師団／国境なき子どもたち／災害人道医療支援会／SEEDS Asia／Civic Force／JADE-緊急開発支援機構／ジェン／シャンティ国際ボランティア会／セーブ・ザ・チルドレン・ジャパン／難民支援協会／日本救援行動センター／日本国際民間協力会／日本赤十字社／日本チェルノブイリ連帯基金／日本紛争予防センター／日本ユネスコ協会連盟／日本リザルツ／日本レスキュー協会／ハビタット・フォー・ヒューマニティ・ジャパン／パルシック／パレスチナ子どものキャンペーン／BHNテレコム支援協議会／プラン・ジャパン／ブリッジ エーシア ジャパン／ピースウィンズ・ジャパン／ホープ・インターナショナル開発機構／ミレニアム・プロミス・ジャパン／ワールド・ビジョン・ジャパン／ワン エイシア